# Nattalam
Nattalam es una  ciudad censal situada en el distrito de Kanyakumari en el estado de Tamil Nadu (India). Su población es de 7674 habitantes (2011). Se encuentra a 44 km de Thiruvananthapuram y a 76 km de Tirunelveli. 

## Demografía
Según el censo de 2011 la población de Adaikkakuzhi era de 7674 habitantes, de los cuales 3821 eran hombres y 3853 eran mujeres. Nattalam tiene una tasa media de alfabetización del 92,86%, superior a la media estatal del 80,09%: la alfabetización masculina es del 95 %, y la alfabetización femenina del 90,75%.